# 马尔科·法布里
马尔科·法布里（義大利語：Marco Fabbri，1988年2月2日—），意大利花样滑冰运动员，2019年欧洲锦标赛铜牌得主、2022年欧洲锦标赛铜牌得主、2023年欧洲锦标赛金牌得主、2023年世界锦标赛银牌得主。